# Alexandra Schmidt
Alexandra Schmidt (* 26. September 1994 in Graz) ist eine österreichische Schauspielerin.

## Leben
Alexandra Schmidt begann mit der Schauspielerei am Theater am Ortweinplatz in ihrer Heimatstadt Graz.
Sie ist Gründungsmitglied des 2015 in Graz gegründeten Theater- und Performancekollektivs „Das Planetenparty Prinzip“.
Schmidt studiert seit 2019 oder 2020 Schauspiel am Max Reinhardt Seminar in Wien.

## Auszeichnungen und Nominierungen
Beim Filmfestival Max Ophüls Preis 2022 war Schmidt für die Hauptrolle in Brise in der Kategorie „Bester Schauspielnachwuchs“ nominiert.

## Filmographie (Auswahl)
- 2012: Die Werkstürmer
- 2014: Agonie
- 2015: Siebzehn
- 2016: L’Animale
- 2017: Die letzte Party deines Lebens
- 2018: SOKO Donau (Fernsehserie, Folge: Bis aufs Blut)
- 2019: Les Apparences
- 2019: Me, We
- 2019: Brise
- 2021: Walking on Sunshine
- 2021: Kurz nach Schalling unterm Berg
- 2023: Cornetto im Gras
- 2025: SOKO Donau/SOKO Wien – Blaulichtmilieu (Fernsehserie)